# مسجد سلطان احمد
مسجد سلطان احمد (ترکی استانبولی: Sultan Ahmet Camii) مسجدی است که در شهر استانبول واقع شده‌است. این مسجد یکی از زیباترین شاهکارهای معماری اسلامی است که به علت وجود کاشی‌های آبی رنگ در طراحی داخلی به «مسجد آبی» نیز شهرت دارد.

## تاریخچه
این مسجد طی سالهای ۱۶۰۹ تا ۱۶۱۹ به دستور سلطان احمد اول بنا شد و به همین دلیل پس از مرگ وی مسجد را مسجد سلطان احمد نامیدند. وی در همین مسجد دفن شده‌است. این مسجد در قدیمی‌ترین بخش استانبول واقع شده که این منطقه در قبل از سالهای ۱۴۵۳ (میلادی) مرکز قسطنطنیه، پایتخت امپراتوری بیزانس، محسوب می‌شده‌است. این مسجد در نزدیکی هیپودروم قسطنطنیه واقع شده‌است و تا کلیسای بزرگ مسیحیان با نام ایا صوفیا فاصله اندکی دارد.
این مسجد در چند قدمی سرای توپقاپی قرار دارد، کاخی که محل اقامت پادشاهان عثمانی تا سال ۱۸۳۵ بود و فقط تا ساحل بسفور چند دقیقه‌ای فاصله دارد. اگر از دریا به مسجد نگاه کنید، گنبدها و مناره‌های مسجد در بخش قدیمی شهر برجسته هستند و هدف سازندگان هم ایجاد چنین چشم‌انداز زیبایی بوده‌است.
این مسجد به عمد در مقابل عمارت ایا صوفیا ساخته شده تا نشان دهد که معماران عثمانی و مسلمان می‌توانند رقبای سرسختی برای اجداد مسیحی خود باشند. با این وجود، معمار نتوانسته گنبدهایی بزرگتر از گنبد عمارت ایا صوفیا بسازد و به همین دلیل تلاش کرده با تنظیم دقیق موقعیت گنبدها، شبه گنبدها و مناره‌ها جلوه‌ای زیبا را پدیدآورد. علی‌رغم تلاش معمار، ابعاد ساختمان کوچکتر از ابعاد عمارت ایا صوفیا است که این مسئله سلطان احمد را بسیار خشمگین کرد؛ بنابراین دو عمارت آثار تاریخی و معماری بسیار ارزنده‌ای هستند که جلوه‌ای منحصربه‌فرد را به این بخش از شهر می‌دهند.
در غرب این مسجد را با نام مسجد کبود می‌شناسند چرا که در نقاشی‌های طرح داخلی از رنگ آبی استفاده زیادی شده‌است. با این وجود، این نقاشی داخل مسجد بخشی از دکور داخلی اصلی نبوده و امروزه آن را از دکور داخلی حذف کرده‌اند؛ بنابراین دکور داخلی مسجد دیگر منحصراً آبی رنگ نیست.
سده فار محمد آقا، معمار سلطان احمد دستور داشت تا در ساخت زیباترین و مجلل‌ترین مکان عبادت مسلمانان در جهان از هیچ تلاشی فروگذار نکند. ساختار اصلی مسجد تقریباً شبیه مکعب است که طول و عرض آن ۵۳ و ۵۱ است. جهت‌گیری مسجد به گونه‌ای است که وقتی مسلمانان نماز به پا می‌کنند، رو به سمت مکه داشته باشند و «محراب» در روبرویشان قرار داشته باشد.

## معماری

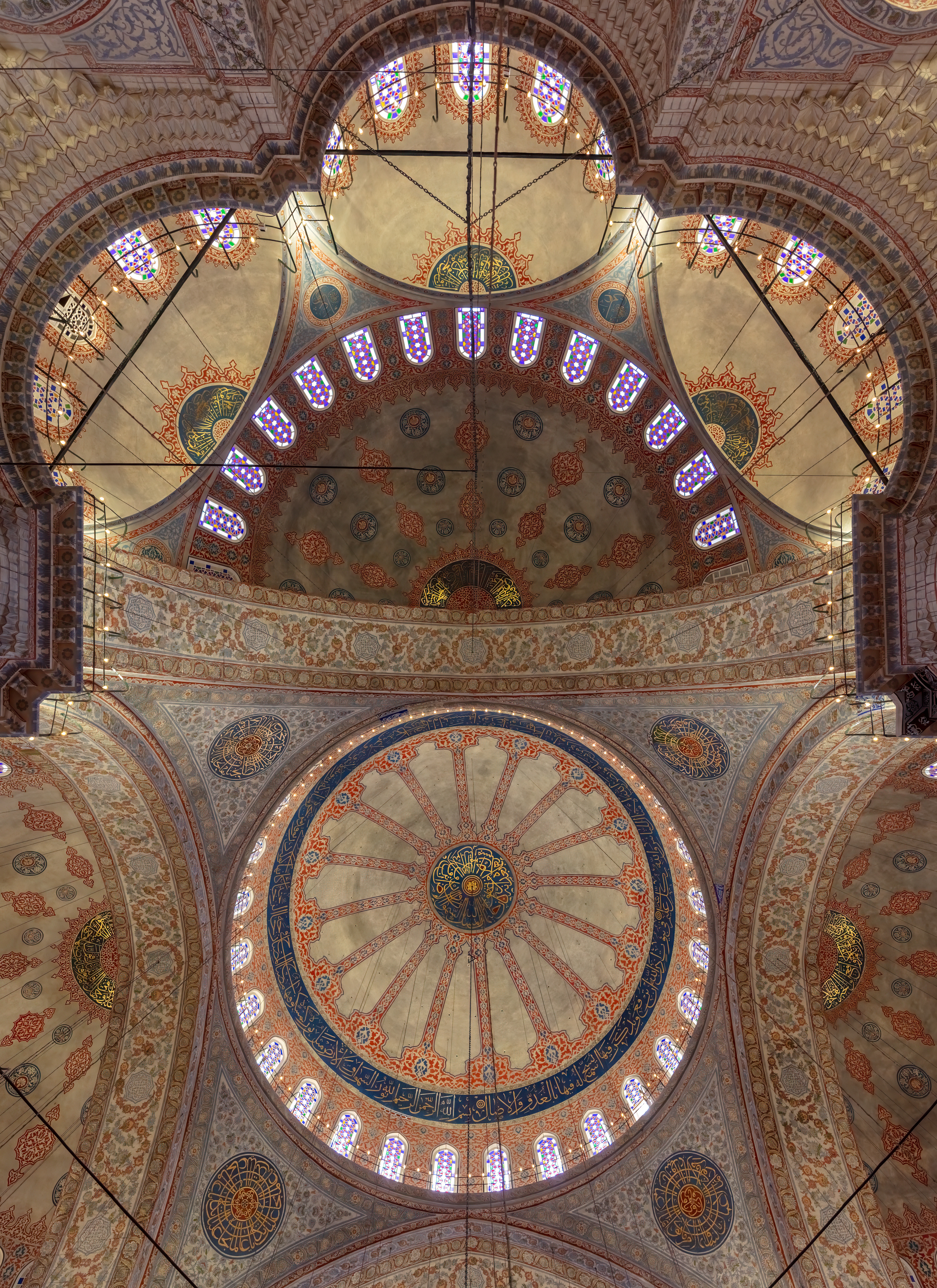
نگاره‌ای از نمای داخلی گنبدهای اصلی مسجد سلطان احمد. این مسجد که به‌نام «مسجد آبی» نیز شناخته می‌شود، یکی از نمادین‌ترین و محبوب‌ترین آثار معماری عثمانی و از جاذبه‌های گردشگری اصلی ترکیه است. این بنا بین سال‌های ۱۶۰۹ تا ۱۶۱۷ میلادی و در دوران سلطنت احمد اول ساخته شد. این مسجد در سال ۱۹۸۵ میلادی، در فهرست میراث جهانی یونسکو ثبت شد.

در واقع در بالای مکعب مجموعه‌ای از گنبدها و شبه گنبدها فضا را تسخیر می‌کنند و به سمت گنبد اصلی اوج می‌گیرند، گنبد اصلی ۳۳ متر قطر و ۴۳ متر ارتفاع دارد. جلوه نهایی یک هماهنگی بینایی زیباست که چشم را به سمت انتهای گنبد هدایت می‌کند.
مسجد سلطان احمد تنها مسجد ترکیه‌است که شش مناره دارد. وقتی تعداد مناره‌ها اعلام شد، عده‌ای از سلطان انتقاد کردند و وی را به علت تقلید از شش مناره مسجد الحرام در مکه سرزنش نمودند. وی با پرداخت مبلغی، مناره هفتم مسجد کعبه را ساخت تا این انتقادها را آرام کند.
دور تا دور صحن مسجد در پایین‌ترین قسمت توسط ۲۰۰۰۰ کاشی سرامیک دست‌ساز تزیین شده‌است که این سرامیک‌ها در ازنیک (نیشای باستان) ساخته شده‌اند. بخش بالایی نقاشی شده‌است. بیش از ۲۰۰ پنجره شیشه‌ای نور را به درون صحن اصلی هدایت می‌کنند و از لوسترهای بزرگ نیز برای نورپردازی مسجد کمک گرفته شده‌است. در دکوراسیون از آیاتی از قرآن استفاده شده‌است که بسیاری از آن‌ها به خط سید کاظم غباری نوشته‌اند که بزرگ‌ترین خطاط آن زمان بوده‌است. صحن اصلی فرش شده‌است و این فرش‌ها در زمان مقتضی تعویض می‌شوند.
مهم‌ترین بخش صحن داخلی «محراب» است که از مرمری با تراش ظریف و کنده کاری ساخته شده و دیوارهای کناری آن از جنس سرامیک است. در سمت راست محراب «منبر» قرار دارد که امام جماعت در زمان خطابه به هنگام نماز ظهر یا در روز جمعه یا روزهای تعطیل بر روی آن می‌ایستد. طراحی صحن اصلی به گونه‌ای است که حتی در زمان شلوغی همه افراد بتوانند امام جماعت را ببینند و سخنانش را بشنوند.
هر مناره سه بالکن دارد و تا چندی قبل «مؤذن» می‌بایست پنج بار در روز از یک پله مارپیچ باریک عبور می‌کرد تا اذان بگوید. امروزه از یک سیستم بلندگو استفاده می‌شود و صدای اذان که توسط مساجد همجوار نیز اکو می‌شود در اغلب مناطق قدیمی شهر به گوش می‌رسد. عده زیادی از مردم ترک و گردشگران در هنگام غروب در پارک روبروی مسجد جمع می‌شوند تا صدای اذان مغرب را بشنوند و با غروب آفتاب، نورپردازی زیبای صحن مسجد را تماشا کنند.

## نگارخانه

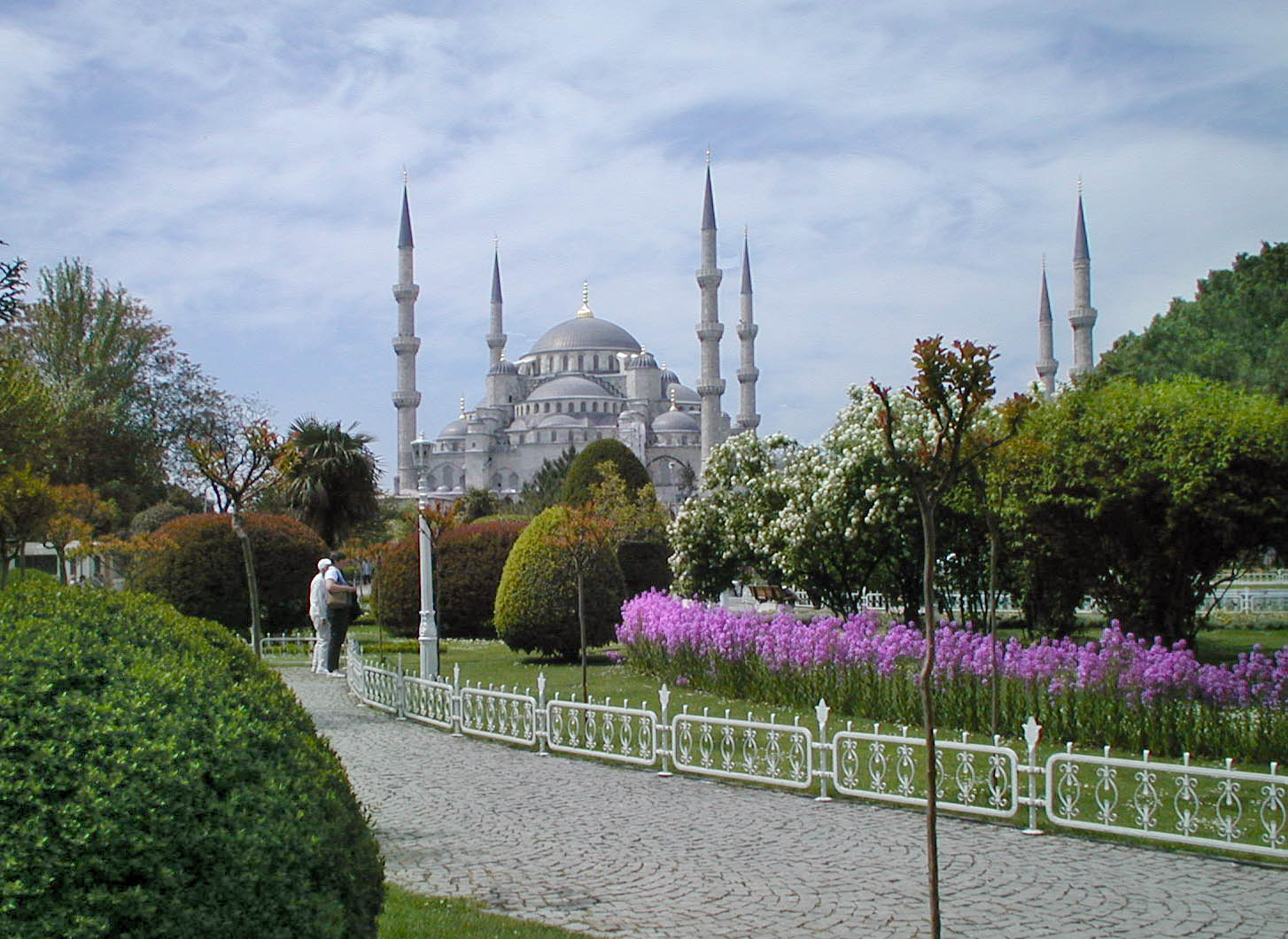
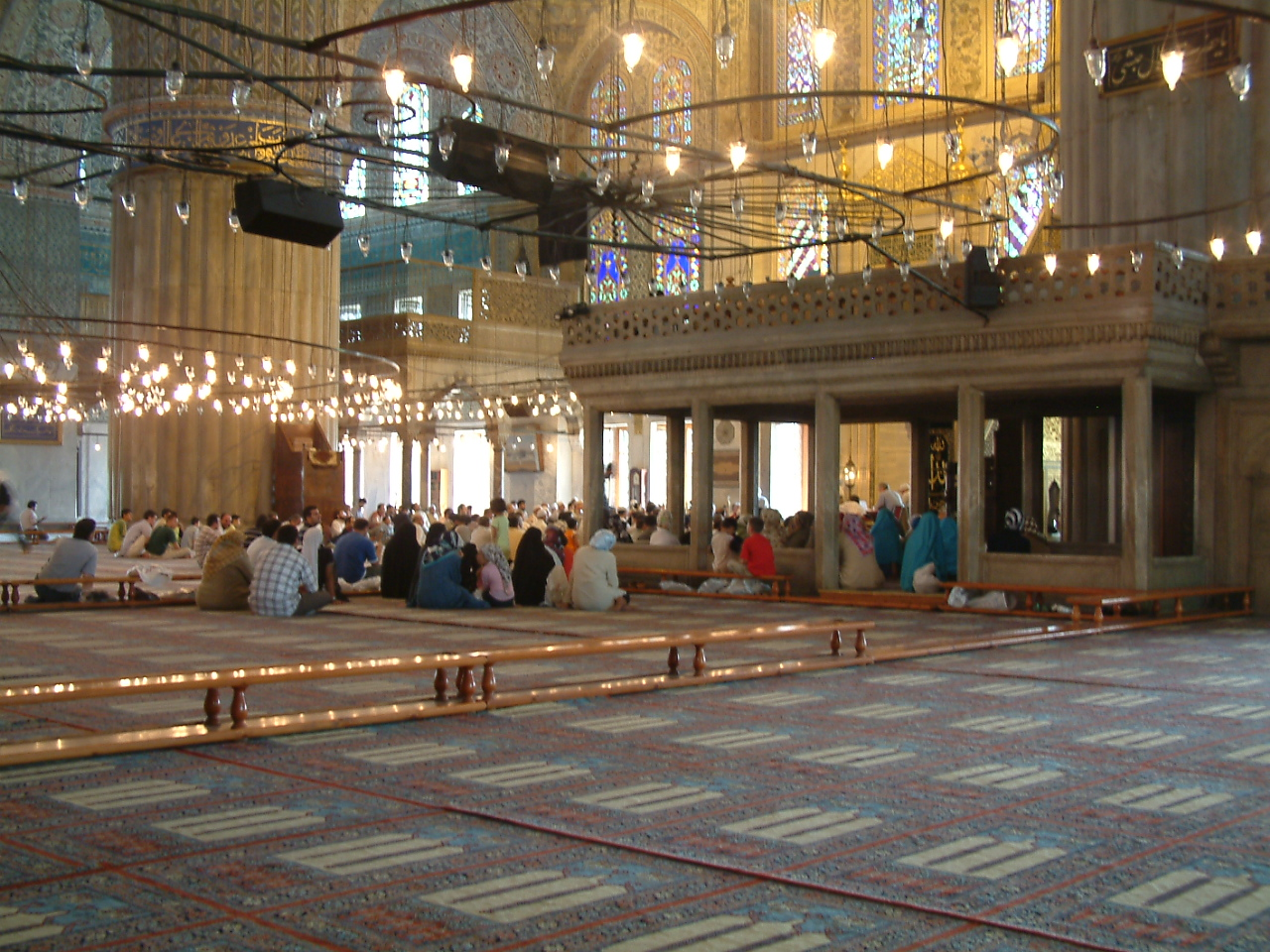
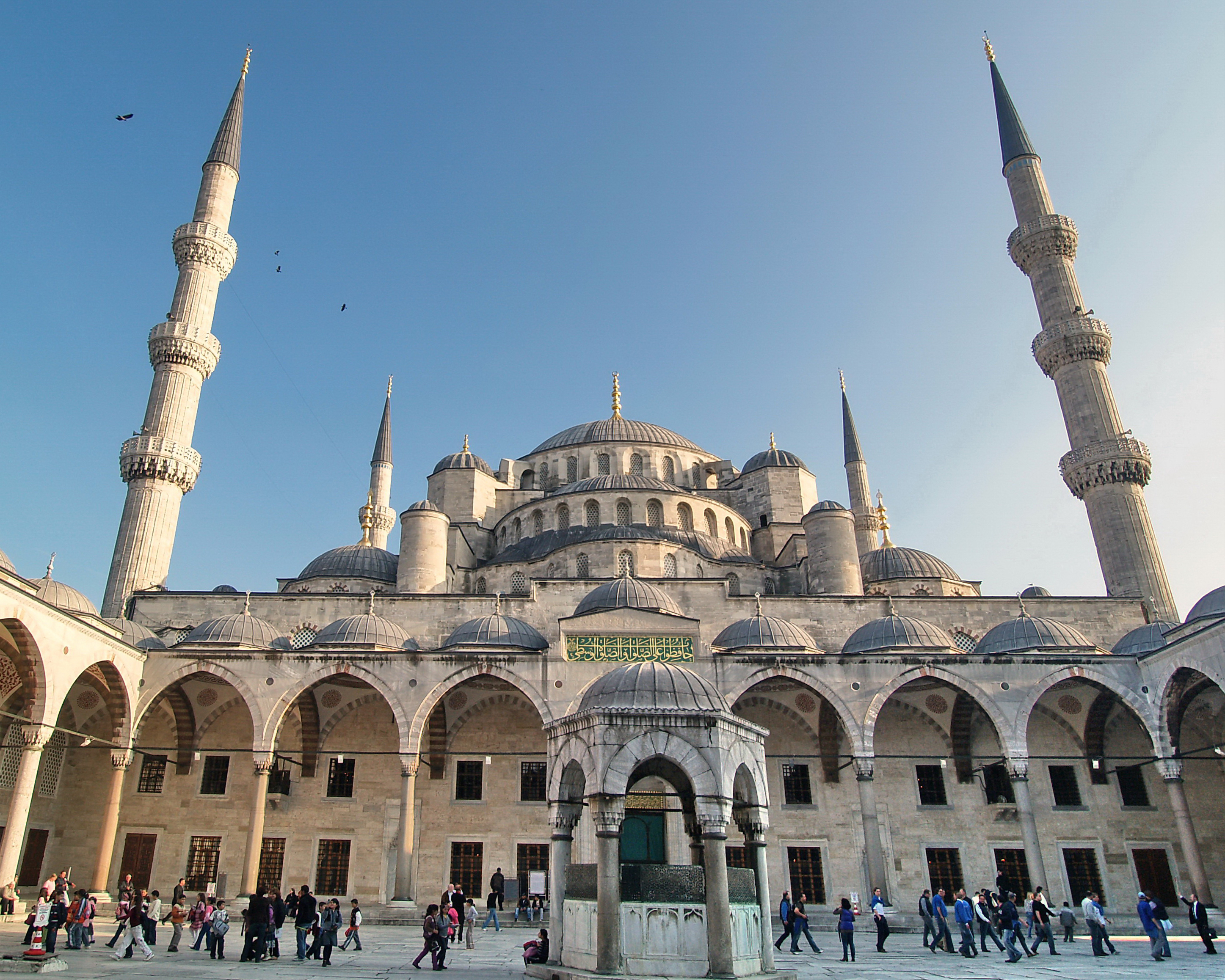
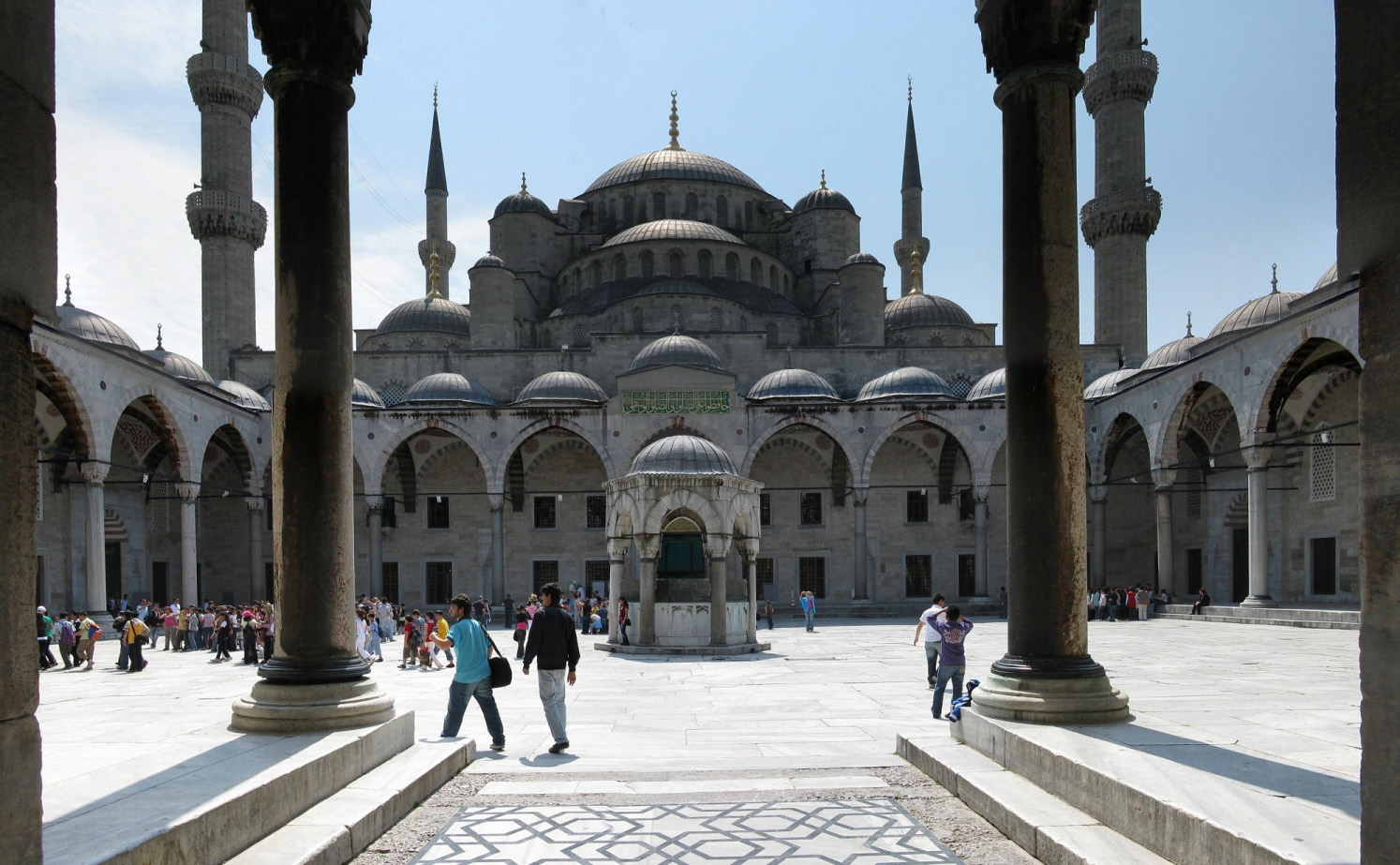
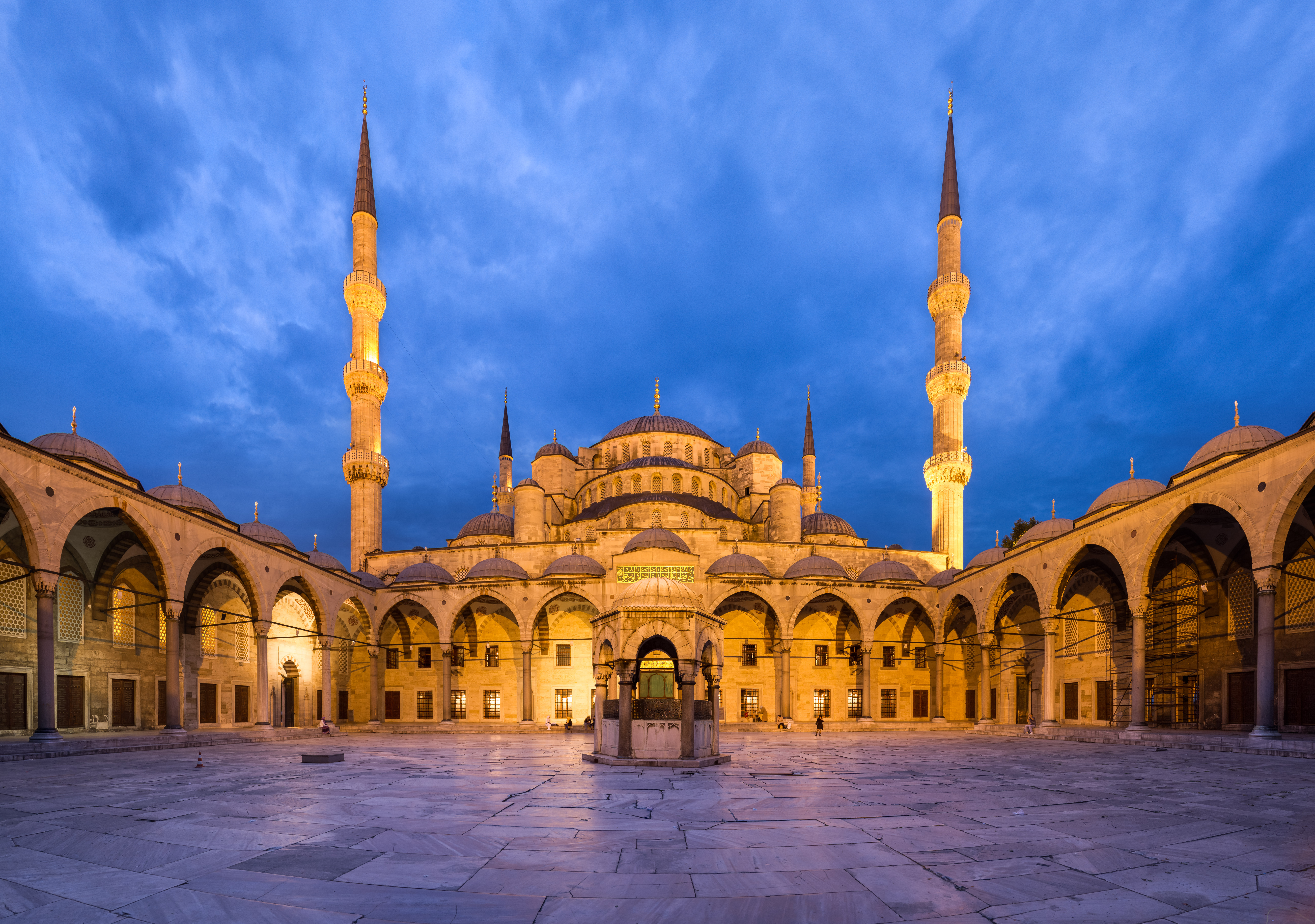
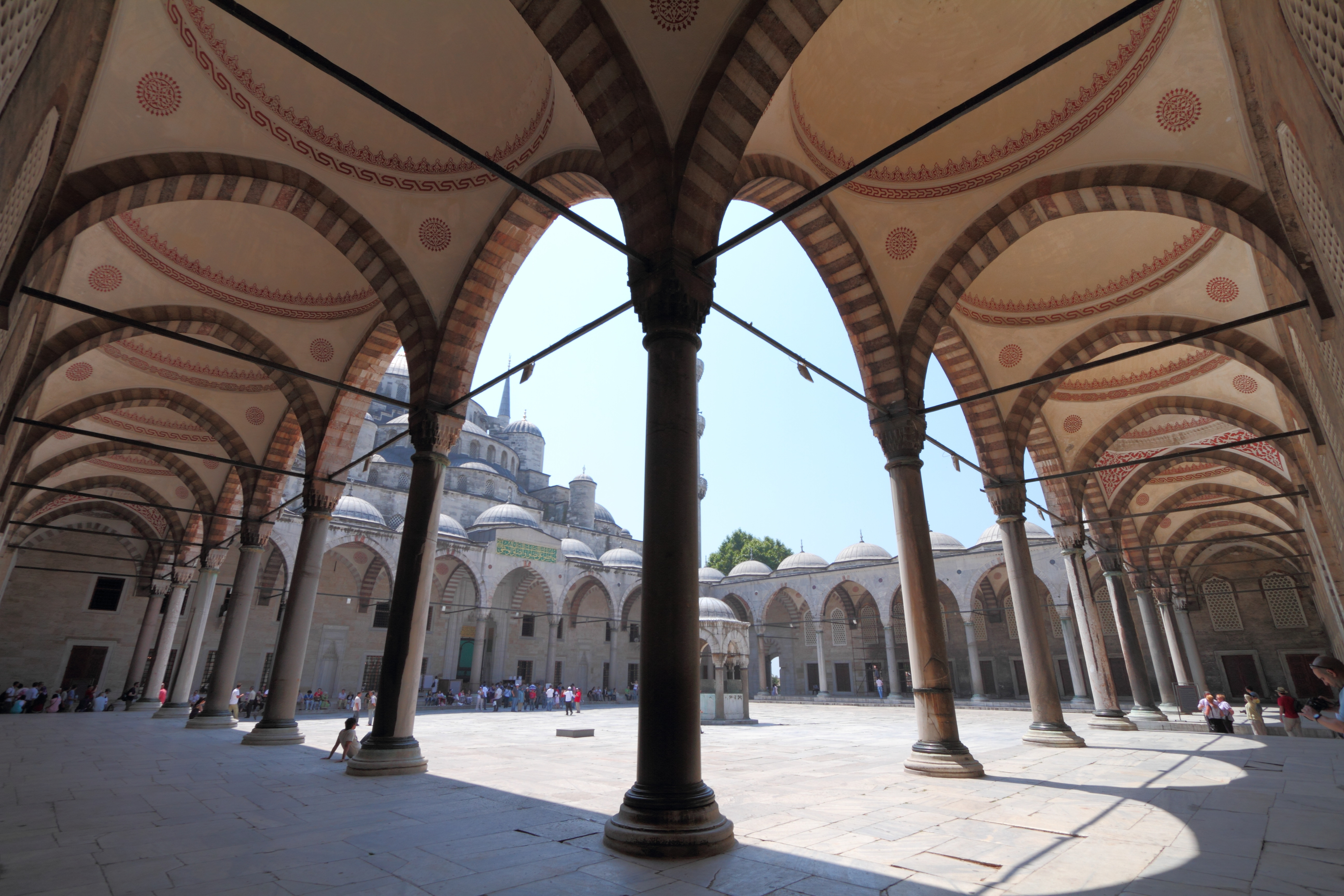
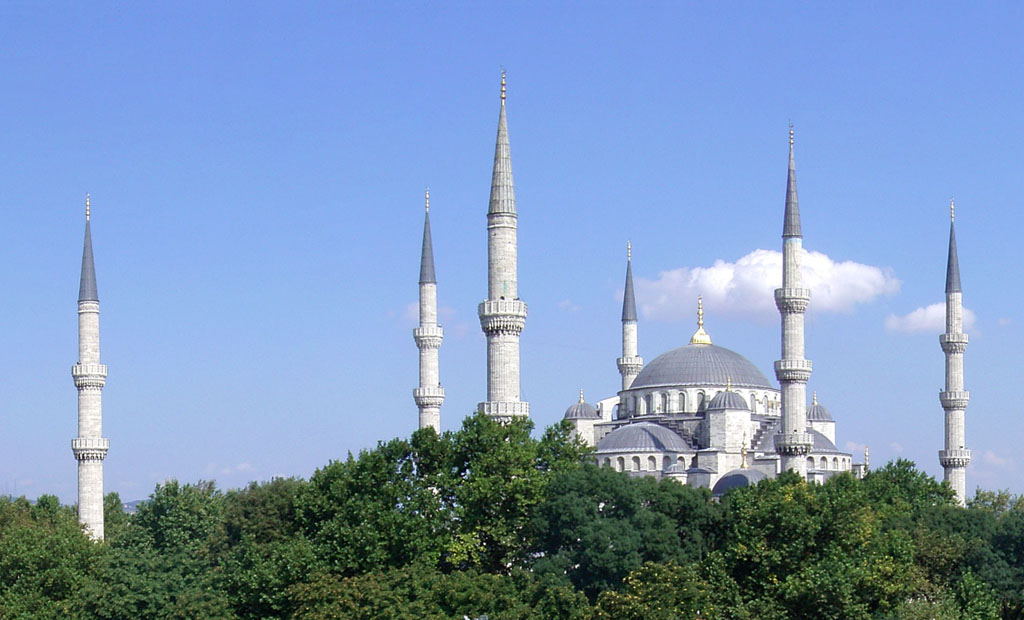
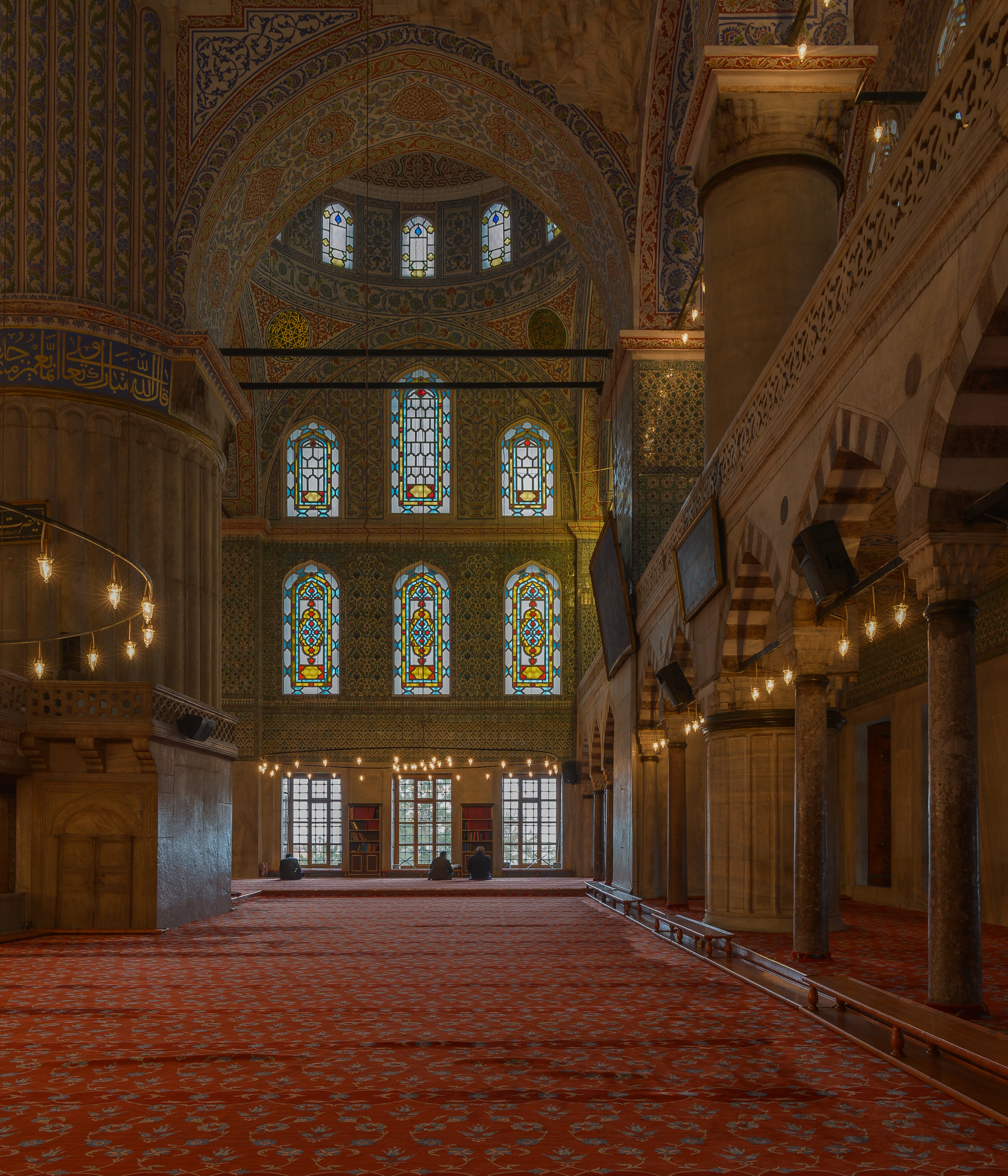